# ماكسويل هاوس
ماكسويل هاوس (بالإنجليزية: Maxwell House) هي العلامة التجارية من القهوة المصنعة من قبل قسم ماكسويل هاوس التابع لشركة كرافت فودز. تأسست الشركة في عام 1892. ويقع مقرها في نيويورك، الولايات المتحدة. نشأت في عام 1892، وذلك عندما قام رجل اسمه جويل تشيك، بعمل مزيج قهوة جديد، أطلق عليه اسم «ماكسويل هاوس» تكريمًا لفندق ماكسويل هاوس في ناشفيل، تينيسي. ظلت «ماكسويل هاوس» لسنوات عديدة، وحتى أواخر ثمانينيات القرن العشرين كأكبر بائع للقهوة في الولايات المتحدة. شعار الشركة هو «جيد حتى آخر قطرة»، والتي غالبا ما يتم دمجها في الشعار والذي يتم طباعتها على عبوات منتجاتهم.

## لمحة تاريخية
كان جويل أوسلي تشيك بقالًا يعمل في مدينة ناشفيل بولاية تينيسي الأمريكية حين التقى في عام 1884 روجر نولي سميث خبير القهوة البريطاني الذي قيل أنه كان قادرًا على معرفة أصل القهوة بمجرد شم رائحة الحبوب، وعمل الاثنان على تطوير نوع جديد من القهوة قدمه جويل تشيك إلى مشتري الطعام في فندق ماكسويل هاوس وأعطاه 20 رطلاً من النوع الجديد مجانًا، فحاز خليط القهوة الجديد على إعجاب رواد الفندق وانزعجوا حين عاد الفندق لاستعمال نوع القهوة القديم المعتاد فاشترى الفندق خلطة قهوة تيشيك بشكلٍ حصري وسمح له بعد ذلك بستة أشهر بإطلاق اسم الفندق على علامتها التجارية. كون تشيك مع صديقه ماكسويل كولبورن شركة ناشفيل للقهوة التي أصبحت فيما بعد شركة شركة تشيك نيل للقهوة واشتهرت علامتها التجارية ماكسويل هاوس في أنحاء الولايات المتحدة الأمريكية.

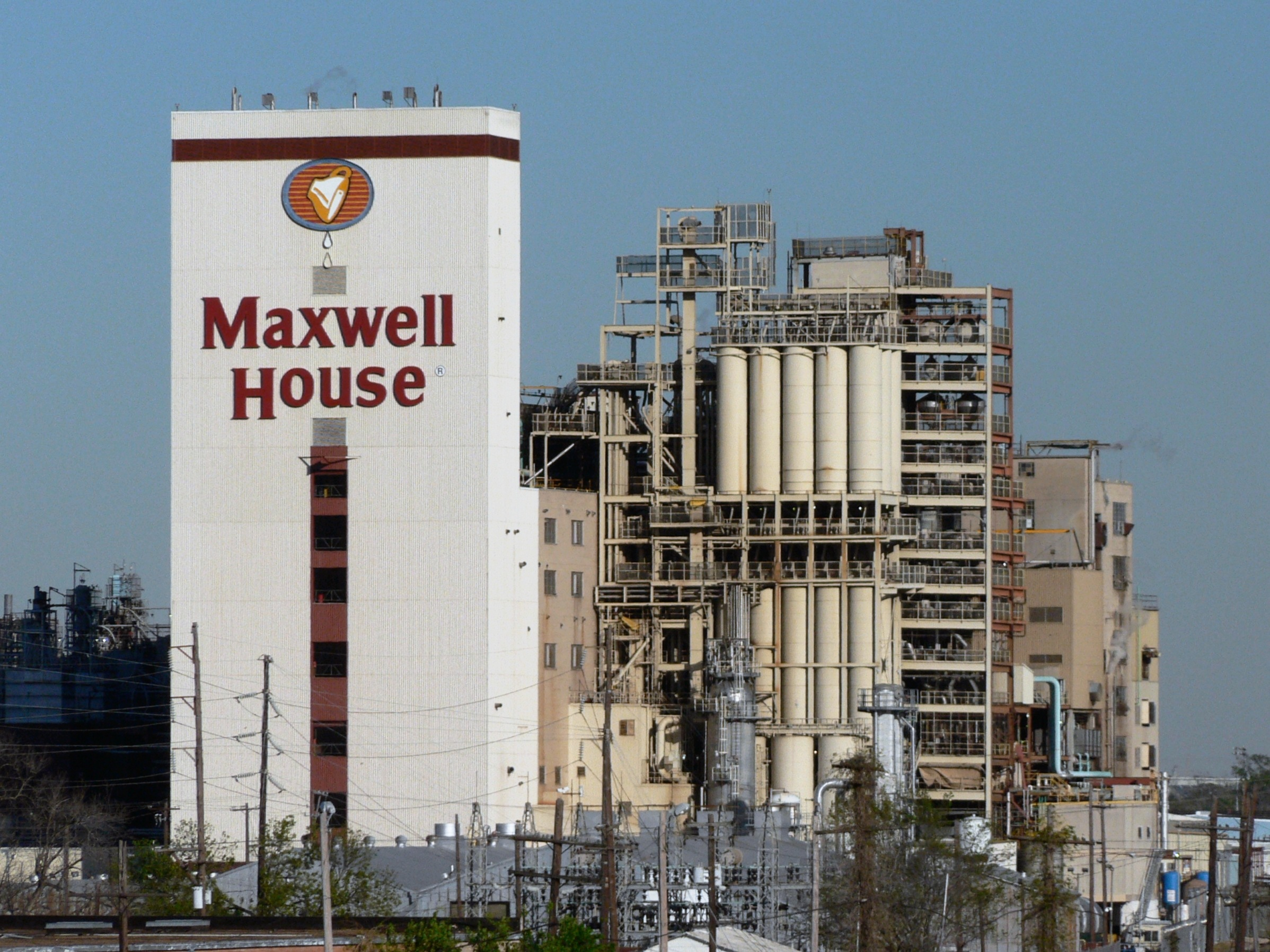
مصنع ماكسويل هاوس القديم في مدينة هيوستن الأمريكية

كان موقع مصنع ماكسويل هاوس الأول الذي أنتجت الشركة من خلاله قهوتها لأول مرة في مدينة هوبوكين بولاية نيو جيرسي الأمريكية قبل أن يتم إغلاق هذا المصنع في أوائل التسعينيات من القرن العشرين. ثم أضافت الشركة عددًا من المصانع في نيو أورلينز، وهيوستن، وتكساس، وسان لياندرو، وكاليفورنيا. باعت شركة كرافت فودز مصنع هيوستن لشركة ماكسيموس كوفي جروب إل بي في أواخر عام 2006، تلاه مصنع نيوأورلينز الذي بيع في يونيو 2017 لشركة فلوجرز.

## الشعار

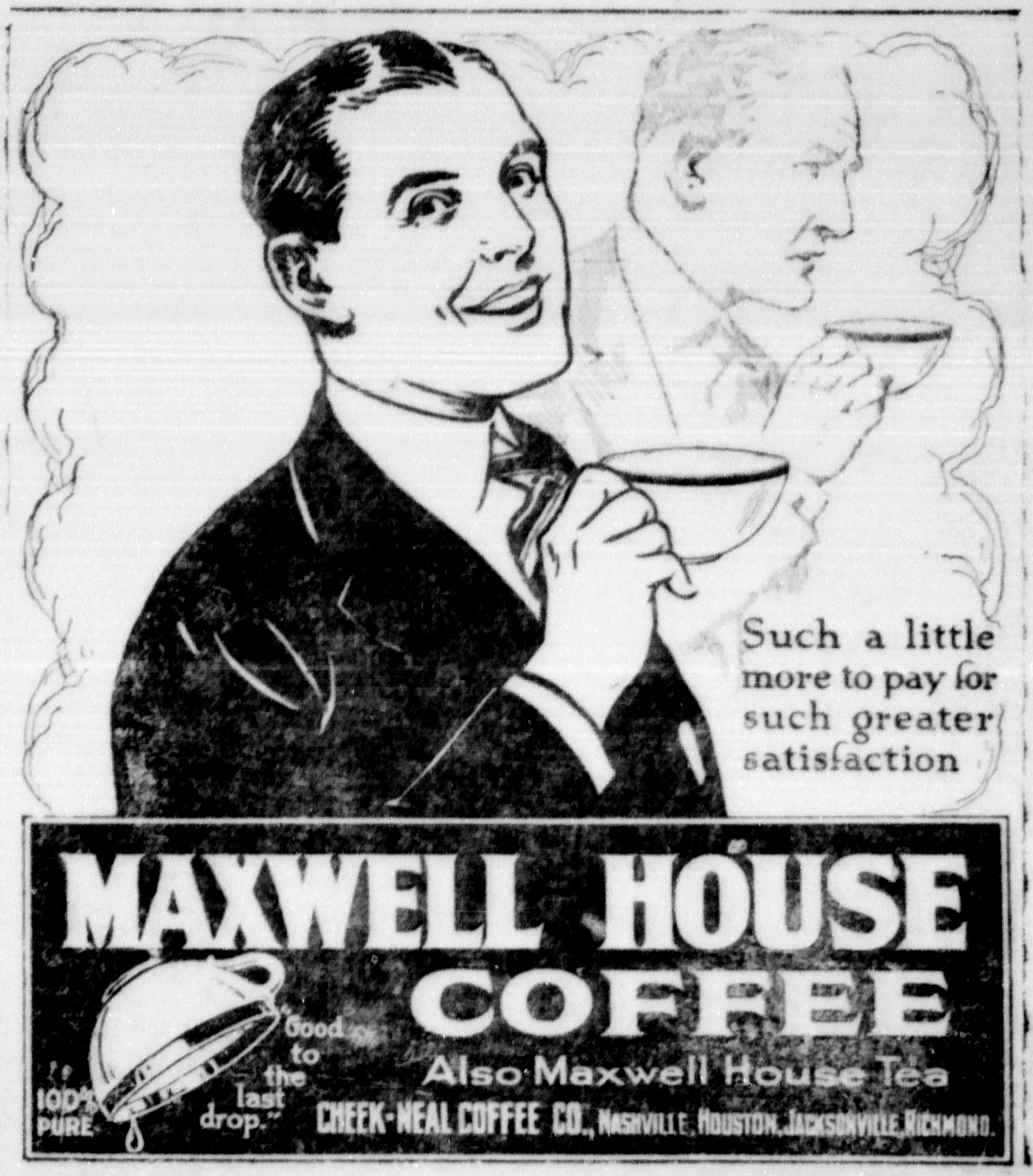
إعلان لقهوة ماكسويل هاوس في إحدى الصحف عام 1921

استخدمت قهوة ماكسويل هاوس في عام 1915 شعار «جيدة حتى آخر قطرة» الذي ابتكره كليفورد سبيلر الرئيس التنفيذي السابق لشركة جنرال فودز، ثم شاعت في ثلاثينيات القرن العشرين رواية تزعم أن الرئيس الأمريكي ثيودور روزفلت هو قائل هذه العبارة التي استخدمت كشعار للعلامة التجارية حين تناول رشفة من قهوة ماكسويل هاوس في زيارة له إلى منزل السياسي الأمريكي أندرو جاكسون في مدينة هيرميتاغ بالقرب من ناشفيل في 21 أكتوبر 1907. لم تثبت صحة هذه الرواية، ولم يأت ذكرها في التغطية الصحفية المحلية لزيارة روزفلت في 21 أكتوبر 1907، بينما ادعت الشركة المنتجة لقهوة ماكسويل هاوس في إعلاناتها أنها كانت حقيقية حتى عام 2009 حين ظهر جو ويغان أحد مساعدي الرئيس الأمريكي الأسبق ثيودور روزفلت وهو يروي قصة فنجان قهوة روزفلت الحقيقية في إعلان لقهوة ماكسويل هاوس.
استخدمت شركة كوكاكولا نفس الشعار في وقت لاحق.

## الأنواع
قدمت شركة جينرال فودز التي أصبحت فيما بعد شركة كرافت فودز وهي المالك الحالي لعلامة قهوة ماكسويل هاوس التجارية منتجًا منزوع الكافيين من قهوة ماكسويل هاوس الفورية في عام 1985، ثم طرحت في الأسواق نوعًا منخفض الكافيين من قهوة ماكسويل هاوس في عام 1992.

## الانتشار
تعاقدت شركة جينرال فودز في عام 1942 خلال الحرب العالمية الثانية مع القوات المسلحة الأمريكية لإمدادها بمنتجات قهوة ماكسويل هاوس الفورية.

## وصلات خارجية
- الموقع الإلكتروني